# Cassius McDonald Barnes

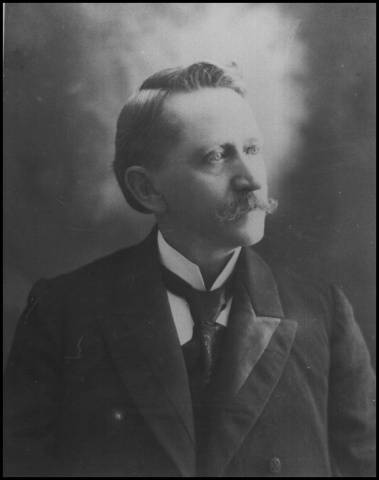
Cassius McDonald Barnes

Cassius McDonald Barnes (* 25. August 1845 bei Greigsville, Livingston County, New York; † 19. Februar 1925 in Albuquerque, New Mexico) war ein US-amerikanischer Politiker. Von 1896 bis 1901 amtierte er als Gouverneur des Oklahoma-Territoriums.

## Leben
Barnes kam mit seinen Eltern Henry Henry Hogan und Samantha Barnes ins Oklahoma-Territorium. Mit 15 Jahren begann er mit seiner ersten Arbeit als Telegraf. In seinen frühen Jahren zog er nach Michigan, wo er seine zweite Ausbildung abschloss. Während des Bürgerkrieges diente er in der Unionsarmee im militärischen Fernschreiberkorps und unter General Nathaniel Lyon (bekannt aus der Geschichte Hero of Wilson's Creek) als Sekretär. Nach dem Krieg ging er nach Arkansas.
Barnes heiratete Elizabeth Mary Bartlett 1869. Sie traten den Republikanern bei und leisteten aktive Parteiarbeit. In Arkansas hatte er einige politische Ämter inne. Er arbeitete als Chief Deputy United States Marshal am berühmten Gericht von Fort Smith, dem Wirkungsort des Richters Isaac Parker, der auch als der „hängende Richter“ damals bekannt wurde. Barnes war Steuereintreiber sowie danach viele Jahre in einem staatlichen Immobilienbüro beschäftigt. Seine Arbeit am Gericht führte er sehr gewissenhaft aus, obwohl er nur sehr schlecht bezahlt wurde. Mehrmals reiste er auch in andere Bundesstaaten, um Verbrecher der Justiz von Oklahoma zuzuführen. Er bekam 50 Cent für jede erfolgreiche Vorladung.
Barnes übte weitere Tätigkeiten aus, unter anderem war er Präsident der Empire Lumber Company von Ashton in Arkansas. Er und seine Frau waren auch in der Episkopalen Kirche sehr aktiv. Barnes studierte in dieser Zeit die Rechtswissenschaften und bekam seine Zulassung als Rechtsanwalt 1893. Nach seiner politischen Laufbahn wurde er Direktor der Logan County Bank. Später kehrte er zurück nach Leavenworth und nahm wieder die Arbeit eines Telegrafen an. Er war mittlerweile 65 Jahre alt. Einige Jahre später traten gesundheitliche Problem auf und er zog nach Albuquerque (New Mexico), wo er 1925 starb.

## Politischer Werdegang
- 1894 Wahl ins Repräsentantenhaus des Oklahoma-Territoriums
- 1894 Mitglied des Republican National Committee für Oklahoma
- 1896 Wiederwahl ins territoriale Repräsentantenhaus
- 1896 Ernennung zum Gouverneur des Oklahoma-Territoriums
- 1901 Ende der damals vollen Amtszeit als Gouverneur
- 1903 Bürgermeister des Ortes Guthrie bis 1909

## Politisches Wirken
Barnes sorgte dafür, dass ein großes Freiwilligenregiment zum Spanisch-Amerikanischen Krieg entsendet wurde; er war aus diesem Grund auch in Washington. Nach diesem Krieg sorgte er dafür, dass die Staatskosten möglichst gering blieben. Er trat sehr für die Eigenständigkeit Oklahomas ein und war deswegen später bei Präsident William McKinley nicht gern gesehen.